# Nacerdochroa carinatopyga
Nacerdochroa carinatopyga es una especie de coleóptero de la familia Oedemeridae.

## Distribución geográfica
Habita en Irán.